# (1076) Виола
(1076) Виола (лат. Viola) — астероид главного пояса, который был открыт 5 октября 1926 года немецким астрономом Карлом Рейнмутом в обсерватории Хайдельберг и назван в честь латинского названия рода растений семейства фиалковые. 

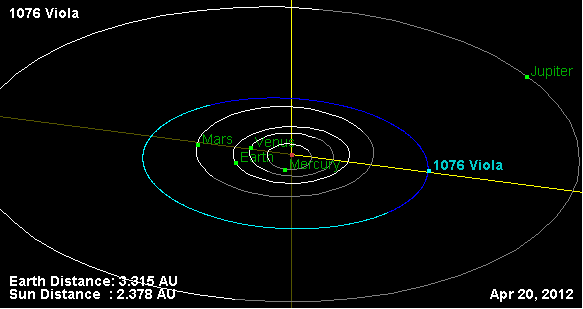
Орбита астероида Виола и его положение в Солнечной системе